# Nycteola melanosticta
Nycteola melanosticta är en fjärilsart som beskrevs av Sheldon 1919. Nycteola melanosticta ingår i släktet Nycteola och familjen trågspinnare. Inga underarter finns listade i Catalogue of Life.